# Europese kampioenschappen judo 1975 (mannen)
De Europese kampioenschappen judo 1975 werden van 8 tot en met 11 mei 1975 gehouden in Lyon, Frankrijk. 

## Resultaten
| Gewichtsklasse | Goud                | Zilver                | Brons                                |
| -------------- | ------------------- | --------------------- | ------------------------------------ |
| – 63 kg        | Torsten Reißmann    | Schengeli Pizchelauri | Edward Alkśnin Yves Delvingt         |
| – 70 kg        | Vladimir Nevzorov   | Valeriy Dvoynikov     | Dietmar Hötger Günter Krüger         |
| – 80 kg        | Antoni Reiter       | Abdulgadzhi Barkalaev | Aleksey Volosov Adam Adamczyk        |
| – 93 kg        | Dietmar Lorenz      | Jean-Luc Rougé        | David Starbrook Amiran Muzaev        |
| + 93 kg        | Dzhibilo Nizharadze | Serhei Novikov        | Wolfgang Zuckschwerdt Vladimír Novak |
| Open           | Givi Onashvili      | Sjota Tsjotsjisjvili  | Wolfgang Zuckschwerdt Peter Adelaar  |

## Medailleklassement
| Plaats | Land                           | Goud | Zilver | Brons | Totaal |
| 1      | Sovjet-Unie                    | 3    | 5      | 2     | 10     |
| 2      | Duitse Democratische Republiek | 2    | –      | 4     | 6      |
| 3      | Polen                          | 1    | –      | 2     | 3      |
| 4      | Frankrijk                      | –    | 1      | 1     | 2      |
| 5      | Verenigd Koninkrijk            | –    | –      | 1     | 1      |
| 5      | Nederland                      | –    | –      | 1     | 1      |
| 5      | Tsjecho-Slowakije              | –    | –      | 1     | 1      |
|        | Totaal                         | 6    | 6      | 12    | 24     |